# Robert Urich
Robert Michael Urich (Toronto, 19 dicembre 1946 – Thousand Oaks, 16 aprile 2002) è stato un attore statunitense.

## Biografia
Studiò all'Università statale della Florida, dove ebbe anche modo di giocare nella squadra di football.
Fisico atletico, divenne famoso soprattutto come protagonista di alcune serie televisive, tra le quali Vega$ (1978-1981), e film TV, comparendo inoltre come guest star in numerosi altri telefilm quali Charlie's Angels, Love Boat, Marcus Welby, Kung Fu e La tata.
Si sposò due volte e adottò tre figli. 
Morì nel 2002 a 55 anni, dopo una lunga lotta con un tumore osseo.

## Filmografia

### Cinema
- Una 44 Magnum per l'ispettore Callaghan (Magnum Force), regia di Ted Post (1973)
- L'esperimento (Endangered Species), regia di Alan Rudolph (1982)
- I pirati dello spazio (The Ice Pirates), regia di Stewart Raffill (1984)
- Turk 182, regia di Bob Clark (1985)
- Long zai tian ya, regia di Hin Sing 'Billy' Tang (1989)
- Jock of the Bushveld, regia di Danie Joubert e Duncan MacNeillie (1994)
- Young Again (1995)
- Clover Bend, regia di Michael Vickerman (2002)

### Televisione
- F.B.I. (The F.B.I.) - serie TV, 1 episodio (1972)
- Bob & Carol & Ted & Alice - serie TV, 12 episodi (1973)
- Kung Fu - serie TV, 1 episodio (1973)
- Difesa a oltranza (Owen Marshall, Counselor at Law) - serie TV, 1 episodio (1973)
- Marcus Welby (Marcus Welby, M.D.) - serie TV, 1 episodio (1973)
- Killdozer - film TV (1974)
- Nakia - serie TV, 1 episodio (1974)
- The Specialists - film TV (1975)
- Gunsmoke - serie TV, 1 episodio (1975)
- S.W.A.T. - serie TV, 37 episodi (1975-1976)
- Bolle di sapone (Soap) - serie TV, 7 episodi (1977)
- Bunco - film TV (1977)
- Tabitha - serie TV, 12 episodi (1977-1978)
- Leave Yesterday Behind - film TV (1978)
- Charlie's Angels - serie TV, 1 episodio (1978)
- Love Boat (The Love Boat) - serie TV, 3 episodi (1977-1978)
- When She Was Bad... - film TV (1979)
- Bob Hope in the Starmakers - film TV (1980)
- Prima dell'ombra (The Shadow Box) - film TV (1980)
- Fighting Back: The Story of Rocky Bleier - film TV (1980)
- Vega$ - serie TV, 69 episodi (1978-1981)
- Killing at Hell's Gate - film TV (1981)
- Take Your Best Shot - film TV (1982)
- Gavilan - serie TV, 10 episodi (1982-1983)
- La principessa Daisy (Princess Daisy) - film TV (1983)
- Invito all'inferno (Invitation to Hell) - film TV (1984)
- La figlia di Mistral (Mistral's Daughter) - miniserie TV, 3 episodi (1984)
- His Mistress - film TV (1984)
- Scandal Sheet - film TV (1985)
- Fuga disperata (The Defiant Ones) - film TV (1986)
- Disneyland - serie TV, 1 episodio (1986)
- Amerika - miniserie TV, 6 episodi (1987)
- April Morning - film TV (1988)
- Cin cin (Cheers) - serie TV, episodio 6x13 (1988)
- Spenser (Spenser: For Hire) - serie TV, 65 episodi (1985-1988)
- The Comeback - l'amore proibito (The Comeback) - film TV (1989)
- Codice Samantha (She Knows Too Much) - film TV (1989)
- Colomba solitaria (Lonesome Dove) - miniserie TV, 4 episodi (1989)
- Passi nella notte (Night Walk) - film TV (1989)
- Spooner - film TV (1989)
- Fede cieca (Blind Faith) - miniserie TV, 2 episodi (1990)
- Un perfetto piccolo omicidio (A Quiet Little Neighborhood, a Perfect Little Murder) - film TV (1990)
- 83 ore fino all'alba (83 Hours 'Til Dawn) - film TV (1990)
- Carol & Company - serie TV, 2 episodi (1990)
- American Dreamer - serie TV, 17 episodi (1990-1991)
- Stranger at My Door - film TV (1991)
- ...And Then She Was Gone - film TV (1991)
- Dispersi nel deserto blu (Survive the Savage Sea) - film TV (1992)
- Mosca cieca (Blind Man's Bluff) - film TV (1992)
- Indagine allo specchio (Double Edge) - film TV (1992)
- Revolver - film TV (1992)
- Evening Shade - serie TV, 1 episodio (1993)
- Ordinaria follia (Deadly Relations) - film TV (1993)
- Crossroads - serie TV, 9 episodi (1992-1993)
- Spenser: Ceremony - film TV (1993)
- It Had to Be You - serie TV, 6 episodi (1993)
- Spenser: Pale Kings and Princes - film TV (1994)
- Liberate quei bambini (To Save the Children) - film TV (1994)
- La fiamma del desiderio (A Perfect Stranger) - film TV (1994)
- Spenser: The Judas Goat - film TV (1994)
- A Horse for Danny - film TV (1995)
- La divisa strappata (She Stood Alone - The Tailhook Scandal) - film TV (1995)
- Spenser: A Savage Place - film TV (1995)
- Captains Courageous - film TV (1996)
- The Lazarus Man - serie TV, 20 episodi (1996)
- Un angelo per papà (The Angel of Pennsylvania Avenue) - film TV (1996)
- La tata (The Nanny) - serie TV, 1 episodio (1997)
- Vital Signs - serie TV (1997)
- Incubo ad alta quota (Final Descent) - film TV (1997)
- Boatworks - serie TV (1997)
- Love Boat - The Next Wave - serie TV, 25 episodi (1998-1999)
- Final Run - Corsa contro il tempo (Final Run) - film TV (1999)
- Miracle on the 17th Green - film TV (1999)
- Per amore di Olivia (For Love of Olivia) - film TV (2001)
- First Years - serie TV, 1 episodio (2001)
- Emeril - serie TV, 10 episodi (2001)
- Late Boomers - film TV (2001)
- The President's Man - Attacco al centro del potere (The President's Man: A Line in the Sand) - film TV (2002)
- La notte del lupo (Night of the Wolf) - film TV (2002)
- Aftermath - film TV (2003)

## Doppiatori italiani
Nelle versioni in italiano delle opere in cui ha recitato, Robert Urich è stato doppiato da:
- Paolo Bessegato in Vega$, Dispersi nel deserto blu, Fuga disperata
- Fabrizio Temperini in Invito all'inferno, Un angelo per papà
- Enzo Consoli in Una 44 Magnum per l'ispettore Callaghan
- Carlo Marini in Gavilan
- Eugenio Marinelli in Spenser
- Rodolfo Bianchi in Un testimone sospetto
- Massimo Lodolo in She Stood Alone - The Tailhook Scandal
- Roberto Chevalier in S.W.A.T.
- Rino Bolognesi in Love Boat (ep. 1x10)
- Giorgio Favretto in Love Boat (ep. 2x13)
- Sandro Acerbo in  Charlie's angels
- Romano Ghini in La figlia di Mistral
- Sergio Di Stefano in Lazarus Man
- Gino La Monica in Love Boat - The Next Wave
- Alessandro Rossi in Final Run - Corsa contro il tempo